# Saoud Fath
Saoud Fath (Qatar, 16 agosto 1980) è un ex calciatore qatariota,della Nazionale qatariota.